# Elección para gobernador de Luisiana de 2019
La elección para gobernador de Luisiana de 2019 se llevó a cabo el 12 de octubre (primera vuelta) y el 16 de noviembre (segunda vuelta). El gobernador demócrata titular John Bel Edwards ganó la reelección para un segundo mandato, derrotando al empresario republicano Eddie Rispone. Edwards se convirtió en el primer gobernador demócrata de Luisiana en ganar la reelección para un segundo mandato consecutivo en 44 años desde Edwin Edwards (sin relación) en 1975.
Debido a que ningún candidato recibió la mayoría absoluta de los votos durante la primera vuelta del 12 de octubre, se llevó a cabo una segunda vuelta el 16 de noviembre entre los dos candidatos principales en las primarias.
Esta fue la elección para gobernador de Luisiana más reñida desde 1979.

## Resultados

### Primera vuelta
| Partido                              | Partido       | Candidato        | Votos     | %     |
| ------------------------------------ | ------------- | ---------------- | --------- | ----- |
|                                      | Demócrata     | John Bel Edwards | 625,970   | 46.59 |
|                                      | Republicano   | Eddie Rispone    | 368,319   | 27.42 |
|                                      | Republicano   | Ralph Abraham    | 317,149   | 23.61 |
|                                      | Demócrata     | Oscar Dantzler   | 10,993    | 0.82  |
|                                      | Republicano   | Patrick Landry   | 10,966    | 0.82  |
|                                      | Independiente | Gary Landrieu    | 10,084    | 0.75  |
|                                      |               |                  |           |       |
| Total                                | Total         | Total            | 1,343,481 | 100   |
|                                      |               |                  |           |       |
| Fuente: Louisiana Secretary of State |               |                  |           |       |

### Segunda vuelta
| Partido                              | Partido       | Candidato        | Votos     | %     |
| ------------------------------------ | ------------- | ---------------- | --------- | ----- |
|                                      | Demócrata     | John Bel Edwards | 774,498   | 51.33 |
|                                      | Republicano   | Eddie Rispone    | 734,286   | 48.67 |
|                                      |               |                  |           |       |
| Total                                | Total         | Total            | 1,508,784 | 100   |
| Participación                        | Participación | Participación    |           | 51.0  |
| Registrados                          |               |                  |           |       |
|                                      |               |                  |           |       |
| Fuente: Louisiana Secretary of State |               |                  |           |       |